# Bergtjärnen (Torrskogs socken, Dalsland, 656419-128073)
Bergtjärnen är en sjö i Bengtsfors kommun i Dalsland och ingår i Göta älvs huvudavrinningsområde.